# Кембриджская история Китая
«Кембриджская история Китая» (англ. The Cambridge History of China) — самое полное англоязычное справочное издание по истории Китая. С 1978 года выходит в Издательстве Кембриджского университета.
В 1966 году проект по созданию фундаментальной истории Китая начался с сотрудничества двух крупнейших синологов XX века: профессора Гарвардского университета Джона Кинга Фэрбэнка и его английского коллеги из Кембриджского университета Дениса Криспина Твитчетта. Изначально планировалось ограничиться шестью томами, но уже сейчас было опубликовано 13 томов, в разработке находятся ещё два. Последний из опубликованных томов, пятый, посвящён истории Китая в период династии Сун.
Также в 1999 году в издательстве Кембриджского университета вышла Кембриджская история Древнего Китая, которая не вошла в вышеуказанную серию, однако является неотъемлемой её частью: событийная часть «Кембриджской истории Китая» начинается только с 221 года до н. э.

## Содержание (тома) серии
1. История династий Цинь и Хань, 221 год до н. э. — 220 год н. э., май 1987.
2. История Китая с 220 по 587 год, ноябрь 2019.
3. История династий Тан и Суй, 589—906 гг., часть 1, декабрь 1979. Рассказывает о политической истории данного периода.
4. История династий Тан и Суй, 589—906 гг., часть 2, по состоянию на 20.03.2020 не издан, предполагаемая дата издания — 1 апреля 2929. Посвящён экономике и культуре указанного периода.
5. История династии Сун и её предшественников, 907—1279 гг., часть 1, май 2009. Рассказывает о политической истории данного периода. Часть 2, март 2015. Посвящён экономике и обществу указанного периода.
6. Иноземное правление и соседние государства, 910—1368 гг., январь 1995. Охватывает историю правления киданями, чжурчжэнями и монголами.
7. История династии Мин, 1368—1644 гг., часть 1, март 1988. Включает политическую историю династии Мин.
8. История династии Мин, 1368—1644 гг., часть 2, апрель 1998. Состоит из не связанных между собой статей, посвящённых экономике и культуре периода Мин.
9. История династии Цин до 1800 года, часть 1, февраль 2003. Включает политическую историю ранней Цин. Часть 2, апрель 2016. Посвящена завоеваниям ранней империи Цин, международным отношениям, образованию, даосизму.
10. История поздней Цин, 1800—1911 гг., часть 1, июнь 1978. Включает политическую историю поздней Цин.
11. История поздней Цин, 1800—1911 гг., часть 2, октябрь 1980. Посвящена экономике, международным отношениям, политико-социальным изменениям и революционному движению в поздней Цин.
12. Китайская республика, 1912—1949 гг., часть 1, октябрь 1983.
13. Китайская республика, 1912—1949 гг., часть 2, июль 1986.
14. Китайская народная республика, часть 1, 1949—1965 гг., сентябрь 1987.
15. Китайская народная республика, часть 2, 1966—1982 гг., март 1992.